# Tatjana Sumarokowa
Tatjana Nikołajewna Sumarokowa (ros. Татьяна Николаевна Сумарокова, ur. 16 września 1922 w Moskwie, zm. 28 maja 1997 tamże) – radziecka lotniczka wojskowa, porucznik, Bohater Federacji Rosyjskiej (1995).

## Życiorys
W 1939 skończyła szkołę średnią w Moskwie, później do 1941 studiowała w Moskiewskim Instytucie Medycznym, po ataku Niemiec na ZSRR brała udział w budowaniu fortyfikacji pod Moskwą, ochotniczo zgłosiła się do armii z prośbą o skierowanie na front. Po spotkaniu z Mariną Raskową została w październiku 1941 przyjęta do Armii Czerwonej, w lutym 1942 ukończyła przyśpieszone kursy nawigatorów (szturmanów) przy Wojskowej Lotniczej Szkole Pilotów w Engelsie i w stopniu sierżanta została skierowana do 588 nocnego pułku lotnictwa bombowego. Od maja 1942 uczestniczyła w wojnie z Niemcami, walczyła na Froncie Południowym, od września 1942 do stycznia 1943 Zakaukaskim, od stycznia do listopada 1943 Północno-Kaukaskim, od listopada 1943 do kwietnia 1944 w składzie Samodzielnej Armii Nadmorskiej, w kwietniu i maju 1944 4 Ukraińskim, następnie na 2 Białoruskim. W grudniu 1942 została nawigatorem klucza, a we wrześniu 1944 nawigatorem eskadry; w lutym 1943 pułk przemianowano na 46 gwardyjski nocny pułk lotnictwa bombowego.
Brała udział w obronie Północnego Kaukazu, walkach na Kubaniu, w wyzwalaniu Krasnodaru, w operacji noworosyjsko-tamańskiej, w listopadzie i grudniu 1943 walkach na przyczółku eltigeńskim na Krymie, potem na przyczółku w Kerczu, uczestniczyła w operacji krymskiej. Od 1943 należała do WKP(b). Do października 1942 wykonała 146 lotów bojowych, a do października 1943 390 lotów bojowych. Po włączeniu pułku w skład 2 Frontu Białoruskiego w maju 1944 brała udział w operacji białoruskiej, nadbałtyckiej, wschodniopruskiej i blokadzie kurlandzkiego zgrupowania wroga. Łącznie w czasie wojny wykonała 725 lotów bojowych z nalotem 1370 godzin, zrzucając na przeciwnika 108 ton bomb, niszcząc wiele broni, sprzętu, zapasów i siły żywej wroga. Za te zasługi 10 maja 1945 została przedstawiona przez dowódcę pułku do odznaczenia Złotą Gwiazdą Bohatera Związku Radzieckiego, co podtrzymał dowódca 2 Frontu Białoruskiego Konstanty Rokossowski, jednak w Moskwie zamieniono to odznaczenie na Order Wojny Ojczyźnianej. Po wojnie nadal służyła w pułku, który został włączony w skład Północnej Grupy Wojsk stacjonującej w Polsce. W październiku 1945 w stopniu porucznika została zwolniona do rezerwy. Następnie w latach 1945-1947 pracowała jako referent i korespondent w agencji Sowinformbiuro, w 1949 ukończyła Wydział Redakcyjno-Wydawniczy Moskiewskiego Instytutu Poligraficznego, po czym pracowała jako starszy redaktor i od 1950 kierownik redakcji w wydawnictwie „Fizkultura i Sport”. Od 1960 do 1961 była starszym redaktorem w Wydawnictwie Literatury Pięknej, 1961-1963 starszym redaktorem w gazecie „Sowietskij Sport”, później pracowała w wydawnictwie „Znanije” jako kierowniczka redakcji, potem od 1965 główny redaktor literatury metodycznej, następnie jako starszy redaktor naukowy ww wydawnictwie „Progress”. Poza tym pracowała społecznie, była członkiem zarządu Towarzystwa „Portugalia-ZSRR”, w 1976 napisała książkę o zasługach bojowych „Proleti nado mnoj poslie boja”, była członkinią Związku Dziennikarzy ZSRR. Została pochowana na Cmentarzu Kuncewskim w Moskwie.

## Odznaczenia
- Bohater Federacji Rosyjskiej (11 października 1995)
- Order Czerwonego Sztandaru (dwukrotnie, 19 października 1942 i 22 maja 1945)
- Order Wojny Ojczyźnianej I klasy (dwukrotnie, 2 grudnia 1945 i 11 marca 1985)
- Order Czerwonej Gwiazdy (26 kwietnia 1944)
- Order Przyjaźni Narodów (28 września 1981)
- Medal „Za obronę Kaukazu”
- Medal „Za wyzwolenie Warszawy”